# Cherleria biflora
Cherleria biflora là loài thực vật có hoa thuộc họ Cẩm chướng. Loài này được Carl Linnaeus mô tả khoa học đầu tiên năm 1753 dưới danh pháp Stellaria biflora. Năm 1907 Hans Schinz và Albert Thellung chuyển nó sang chi Minuartia thành danh pháp Minuartia biflora. Năm 2017  Abigail J. Moore và Markus S. Dillenberger chuyển nó sang chi Cherleria.

## Đặc điểm
C. biflora xuất hiện trên khắp đại lục Á-Âu và vùng ven Bắc cực thuộc Bắc Mỹ, với các quần thể bổ sung ở các khu vực núi cao của dãy núi Alp ở châu Âu, dãy núi Altai ở châu Á, Kavkaz, hiếm thấy ở vùng núi miền đông Canada, và vùng núi cao Tây Bắc Mỹ (là loài duy nhất của chi Cherleria ở Sierra Nevada của California và cùng xuất hiện với C. obtusiloba trên dãy núi Cascade và dãy núi Rocky). Trong phạm vi sinh sống của nó, C. biflora ưa thích môi trường sống ẩm ướt, chẳng hạn như các đống tuyết và các khu vực khác mà đất vẫn duy trì độ ẩm cao trong suốt mùa hè ngắn ngủi. Mặc dù nó từng bị nhầm lẫn với C. obtusiloba ở Bắc Mỹ ngoài vùng Bắc cực, nhưng hai loài này khác biệt về mặt di truyền và không có khả năng giao phối với nhau (chúng xuất hiện ở các nhánh chính khác nhau trong Cherleria) và thường xuất hiện ở các môi trường sống khác nhau (C. obtusiloba thường chiếm các khu vực khô hạn hơn ở những nơi chúng cùng xuất hiện). Ngoài ra, chúng có thể được phân biệt về mặt hình thái như sau: các lá đài thường nhẵn nhụi ít nhất ở đầu chóp và thường uốn ngược ở quả (C. biflora) so với có lông tuyến phủ khắp và thường không uốn ngược ở quả (C. obtusiloba); cánh hoa dài < 1,5 × lá đài (C. biflora) so với dài > 2 × lá đài (C. obtusiloba); lá nói chung phẳng ít hay nhiều và thẳng (C. biflora) so với hình tam giác rõ ràng và nhìn chung là hơi cong (C. obtusiloba); các cành già được bao phủ lưa thưa bằng các lá từ năm trước (C. biflora) so với dày dặc lá (hoặc gân giữa của chúng) từ những năm trước (C. obtusiloba); cây mọc thành búi nhỏ hoặc các mảng thưa với hệ thống rễ nhỏ (C. biflora) so với cây mọc thành mảng dày với thân dưới và rễ hóa gỗ rõ nét (C. obtusiloba).

## Phân bố
Loài bản địa cận Bắc cực và cận núi cao ở Bắc bán cầu. Nó được tìm thấy tại Nga, Mông Cổ, Nhật Bản, Kazakhstan, Kyrgyzstan, Tajikistan, Afghanistan, Pakistan, tây bắc Ấn Độ (Tây Himalaya), tây Trung Quốc (Tân Cương), Na Uy, Thụy Điển, Phần Lan, Đan Mạch (Greenland), Iceland, Áo, Thụy Sĩ, Italia, Canada, Hoa Kỳ.

## Lưu ý
Stellaria biflora không theo nghĩa của Carl Linnaeus có thể là:
- Stellaria biflora Pursh, 1813 nom. illeg. = Moehringia lateriflora (L.) Fenzl, 1833
- Stellaria biflora Rudolph ex Ledeb., 1842 = Stellaria fischeriana Ser., 1824
- Stellaria biflora Wulfen, 1786[6] = Sabulina austriaca (Jacq.) Rchb., 1832
- Stellaria biflora Host, 1797 nom. ileg. = Moehringia ciliata (Scop.) Dalla Torre, 1882